# Turnback Township
Turnback Township est un ancien township, situé dans le comté de Lawrence, dans le Missouri, aux États-Unis,.
Le township est baptisé en référence à la rivière Turnback Creek (en).

### Source de la traduction
- (en) Cet article est partiellement ou en totalité issu de l’article de Wikipédia en anglais intitulé « Turnback Township, Lawrence County, Missouri » (voir la liste des auteurs).